# Канбера
Канбера (енгл. Canberra) је главни град Аустралије. Према попису из Јуна 2022 у граду је живело 456.692 становника и тиме представља најнасељенији град у унутрашњости Аустралије. Смештен је у Аустралијској престоничкој територији, 300 km јужно од Сиднеја и 650 km североисточно од Мелбурна. За престоницу Аустралије изабран је 1908. као компромисно решење између Сиднеја и Мелбурна. Канбера представља необичан аустралијски град који је од самог настанка, плански грађен. 1913. године, на међународном такмичењу планског уређења и изградња града, архитекта Волтер Грифин из Чикага проглашен је за победника. Приликом планирања изградње Канбере, архитекта је веома обраћао пажњу на изглед самог града и на вегетацију која се тада налазила на том простору. Због тога град добија ласкави назив „Bush Capital“ (буш је аустралијски израз за природу). Због Првог и Другог светског рата изградња је била неколико пута прекидана. После 1945. уследили су озбиљни и видљиви радови.
Реч Канбера потиче из језика аустралијских староседелаца Абориџина и значи „место за сусрет“.
Као престоница владе Аустралије, у Канбери су смештени дом Парламента Аустралије и Високог суда Аустралије, као и многобројне владине канцеларије и установе. Такође у граду се налази и неколико историјских и културних националних знаменитости Аустралије.

## Историја
Пре досељавања Европљана, територију данашње Канбере насељавала су племена Нгунауал и Уалгалу. Археолошке истраживања доказала су да су прва насеље постојала 21.000 година пре нове ере. Данашња Канбера, носи име које је стотинама година старије од ње.
Европски истраживачи населили су град раних 1820-их година. Од 1820. до 1824. из Европе било је послато четири експедиције. Како археолози верују, Џошуа Јохан Мор је био један од првих градитеља нове Канбере. Он је од староседелаца откупио велику површину града. Озбиљнија европска насељавања десила су се крајем 19. века.
Развојем Новог Јужног Велса, који је за кратко време прерастао од многобројних села до државе престонице, почела је дебата између Сиднеја и Мелбурна. Оба града која су се све више развијала, захтевали су од власти Аустралије да постану главни град Аустралијског савеза. Како је надметање и расправа све више узимала маха, дошло је до компромисног решења. Одлучено је да се изгради нова престоница на територији између Сиднеја и Мелбурна. Договорено је да ће се током изградње града, све битне државне послове и функције одвијати наизменично у Сиднеју и Мелбурну. Један од захтева за изградњу нове престонице био је удаљеност новог града од Сиднеја не сме да буде мања од 165 km. Државни геометар Чарлс Скрајвенер дошао је на идеју да се уместо изградње новог града, искористи градско подручје Канбере која је била да задовољавајућој удаљености а и испуњавала је све прописе. Године 1908, власти Мелбурна и Сиднеја сложили су се да је Канбера одлично подручје за нову престоницу. Званичници су расписали конкурс за уређење града. Коначно је 1. јануара за најбољи пројекат проглашена идеја Волтера Берлија Грифина. 1913, Грифин добија средства из националног инвестиционог плана. Дана 12. марта 1913. град је службено назван Леди Денман, по Гертруди Денман, супрузи тадашњег главног гувернера лорда Томаса Денмана. Сваког другог мартовског понедељка обележавају се Дани Канбере.
Са отварањем Привремене зграде парламента, савезна влада се преселила у Канберу 9. маја 1927. Затегнути односи у Европи, Први светски рат, Велика криза и Други светски рат значајно су угрозили развој пројекта. Неке од планираних институција никада нису биле изграђене; као што је случај са римокатоличком и англиканском црквом. Неке владине установе задржале су се у Мелбурну задржала до краја 1950-их година. Због тога су настале бројне несугласице. Град је под хитно требало да се заврши како би се државне институције коначно и трајно преселиле у Канберу. Због тога је план изградње промењен. Северни и јужни делови Канбере су даље изграђивани током 1950-их, а урбани развој дистрикта Вуден Вели и Белконен је почео средином и крајем 1960-их. Многа од нових насеља су добила имена по аустралијским политичарима, као што су Бартон, Дикин, Рид, Бредон и Хенри. Вештачко језеро Берли Грифин је довршено 1964.
Абориџанска амбасада у новој престоници отворена је 27. јануара 1972. Од 9. маја 1988. Парламент Аустралије је званично почео да ради у новој згради. Децембра 1988. Аустралијској престоничкој територији је загарантована пуна аутономија, а након првих избора у фебруару 1989. 17-члана скупштина се 11. маја 1989. уселила у своје канцеларије. Аустралијска лабуристичка партија је формирала прву владу Аустралијске престоничке територије, на чијем се челу нашла Роузмери Фолет, као прва жена на челу владе неке аустралијске државе или територије.
Канберу је 18. јануара 2003. захватио пожар који је однео четири људска живота и уништио 491 кућу, као и главни телескоп и радионицу опсерваторије Маунт Стромло Аустралијског националног универзитета.

## Географија
Град Канбера је највећи и најмногољуднији град у унутрашњости Аустралије. Налази се на око 300 km југозападно од Сиднеја и 650 km североисточно од Мелбурна. Географски град заузима површину од 2.396,54 km². Смештен је у околини планинског масива Бриндабела, приближно 150 km у унутрашњости од источне обале Аустралије. Налази се на надморској висини од 550 до 700 m.
Највиша тачка је планина Маџура – 888 m. Остала узвишења су планина Маутн Тејлор, Маунт Ејнсли, Црна планина и Муга Муга. Поред планина, град је окружен и еукалиптусовим саванама, пашњацима, мочварама и сувим еукалиптусовим шумама.
Река Молонго тече кроз сам град где је постављена брана на језеру Берли Грифин које се налази у самом центру града. Молонго се улива у реку Марумбиџи, северозападно од Канбере и тиме усмерава ток реке према граду Јас. Река Квинбејан се улива у Молонго код Оакс Естејта унутар АПТ.

### Клима
Због велике количине ветрова и високе влажности која долази са обала, у Канбери се разликују сва четири годишња доба. Топли копнени ветрови и хладни ваздух са Тихог океана, стварају умерену климу чије су карактеристике топла врела лета и умерене хладне зиме пропраћене густом маглом и учесталим мразовима. Најтоплији дан у Канбери био је 1. фебруар 1968., када је температура износила 40,2 °C. Најхладнији дан са -10,0 °C, био је 11. јул 1971. Снег је током зимског периода веома редак. Јавља се скоро сваке треће године, али у врло малим количинама које се брзо отопе. Олуја са грмљавином честа је у периоду између септембра и марта, док су падавине најзаступљеније на пролеће и лето.
Просечна количина падавина током године износи 51,5 mm/m². Највише их има током новембра и октобра око 64 mm, док су најсушнији период јуни и јули где када падавина има око 41 mm/m².

### Структура града
Канбера је град грађен по пројекту Волтера Грифина, који је један од најзначајнијих америчких архитеката 20. века. Центар града је саграђен око језера Берли Грифин. Најзначајнији делови града су Јаралумла, Дикин и О’Мали где су претежно смештене дипломатска представништва, Брадон, рајн Актон и Бартон где се налазе главне пословне четврти. Актон је четврт где се налазе све значајне школе, клинике, музеји и истраживачке институције.
Најзначајније улице су Авеније Аделејд, Мелбурн, Канбера, Вентворт, Кингс, Комонвелт, Нортбарн, Лиместон, и авенија Фербери.
Град Канбера са састоји од низа градских и приградских насеља. Град је подељен у седам области од којих је свака подељена на више засебних делова.
- Северна Канбера, највише насељен током 1920-их и '30-их, и 1960-их, 15 предграђа
- Јужна Канбера, насељена 1920-их и '60-их, 12 предграђа
- Воден Долина, насељена 1963, 13 предграђа
- Белконен, насељена 1967, 25 предграђа
- Вестон Крик, насељена in 1969, 8 предграђа
- Тагеранонг, насељена 1974, 19 предграђа
- Гангалин, насељена раних 1990s, 7 предграђа

Северна и Јужна Канбера темеље се на стилу Волтера Грифина. Током 1967. национална комисија усвојила је такозвани план „Y“ којим се из буџетских средстава финансирао низ тржних центара и комерцијалних подручја познатији као „град центар“ који својим изгледом подсећа на слово Y. Развој Канбере контролисала је власт кроз урбанистички планирани процес. Сва земља у АПТ закупљује се на 99 година од националних власти.

## Влада
Осим Канбере у Аустралијској престоничкој територији нема већих градова. На територији АПТ према скупштинском акту, власт обављају градска и аутономна влада. Скупштина се састоји од 17 чланова изабраних из три округа по принципу процентуалне заступљености. Молонгло даје седам чланова док Џининдера и Бриндабела по пет. Председника власти бира законодавна скупштина, као и његове заменике. Према резултатима избора из 2004, Канбером управља Аустралијска радничка партија која је освојила апсолутну већину освојивши 9 од укупних 17 мандата.
Како је Аустралија уставна монархија са парламентарним системом власти, под британском круном, савезни парламент поред краљице чине Сенат и Представнички дом. Пошто је Канбера главни град у њој се поред дипломатским представништва многобројних земаља налазе и све важније политичке и управне службе, међу којима је и главно седиште поделе власти коју чине:
- Законодавна власт: Парламент Аустралије, који чине краљица, Сенат и Представнички дом; краљицу представља генерални гувернер Аустралије, чије су моћи сведене на пристајање на законе.
- Извршна власт: Савезно извршно веће Аустралије, на чијем се челу налази генерални гувернер, ког „саветују“ извршни саветници; у пракси, они који стварно саветују гувернера су премијер и државни министри.
- судска власт: Високи суд Аустралије и други савезни судови. Усвајањем Аустралијског акта 1986, државни судови постали су формално независни од британског Судског комитета Државног савета.

## Привреда
Према подацима из јула 2006, незапосленост у Канбери износила је 2,8% што је испод националног нивоа на којем она износи 4,8%. и са недостатком радне снаге у појединим секторима. Као резултат велике запослености, где трговачки и комерцијални сектор заузима значајни део, трговина у Канбери је веома развијена, што доприноси прилив значајне количине новца. Због тога Канбера, од туризма, зарађује више него било који други престонички град у Аустралији. Просечна недеља зарада износи око 1.208,50 аустралијских долара, док на државном нивоу износи око 1.043.10. Просечна цена куће у Канбери, у јуну 2005, износила је 352.500 долара, што је ниже него у Сиднеју или Мелбурну, али виша него у осталим градовима. Цена некретнина су скочиле од мартовских 375.00,00$ 2006, до 411.305,00$ у новембру исте године. Недељни закуп стана је виши него у свим аустралијским градовима и територијама Једна породица је у септембру 2006, за трособни стан недељно морала да одвоји 320$. У другим градовима рента не износи више од 300$ недељно, што представља уштеду више од 1.000$ годишње.
Главна градска „индустрија“ су државна министарства и представљала су у периоду 2003-4, 26,1% бруто дохотка града. Око 40% запослених Канбераца запослено је у владином сектору и одбрани. Јавни сектор запослених у Канбери укључује и канцеларије владе, финансијске секторе и послове са иностранством. Многе значајне војне институције смештене су надомак Канбере укључујући и бившу војну ваздухопловну базу која је продата међународном аеродрому Канбера, али се и даље користи за превоз важних војних лица.
Послови везани за некретнине, грађевинарство, болнице и друштвене заједнице, образовање највише доприносе економском развитку Канбере. Велики број домаћих и иностраних посетилаца допринели су развитку туризма. Туриста највише има на пролеће и јесен. Септембарски сајам цвећа привлачи бројне посетиоце, како из земље тако и из иностранства.

## Становништво
Према попису, у граду је 2006. живело 356.120 становника.
| 1991.   | 1996.   | 2001.   | 2006.   |
| ------- | ------- | ------- | ------- |
| 276.162 | 299.243 | 311.947 | 356.120 |

У Канбери живи 323.004 становника и густина насељености износи 401,0 становник па километру квадратном. Према подацима из 2001. 1,2% становништва је било абориџинског порекла, док је 21,6% рођено ван Аустралије. Највећи број имиграната је дошао из држава енглеског говорног подручја, највише Британаца и Новозеланђана. По бројности су значајни имигранти из Немачке, Италије и Вијетнама. Скорашњи досељеници потичу из земаља источне и јужне Азије. Већини становника Канбере матерњи језик је аустралијски енглески, а многи знају и друге језике, од којих су најчешћи кинески, италијански, грчки и српскохрватски језици.
Становништво је релативно младо, покретно и образовано људи. Просечна старост становника је 32 године, а само је 8,3% оних који су старији од 65 година. Између 1996. и 2001, чак 61,9% становника се или уселило или иселило из Канбере што је највећа покретљивост становништва у Аустралији. Маја 2004, око 30% људи из АПТ, старости 15-65 година, поседовало је факултетске дипломе, што је знатно више од државног просека од 19%.
Око 50% Канбераца изјашњава се као хришћани, док је нешто мање од 9.500 људи који припадају нехришћанским религијама, а 62.000 људи изјашњава као атеисти.
Према подацима из 2002. године, највише лакших прекршаја извршено је упадом на туђи посед и крађом моторних возила. Годишње се на сваких 100.000 људи украде између 630 возила и изврши 1961 крађа или упад на посед. Тешки злочини као што су убиства и покушај убиства погађају статистички 1,5 живота на 100.000 људи, док је тај број на националном нивоу 4,9. Проценат силованих и сексуално злостављаних је релативно мали и испод је аустралијског просека.

### Вероисповест
|                                | Број    | %    |
| католици                       | 90.626  | 28,1 |
| англиканци                     | 54.047  | 16,7 |
| уједињена црква                | 12.998  | 4,0  |
| презвитеријанска и реформатска | 8.822   | 2,7  |
| атеисти                        | 75.426  | 23,3 |
| УКУПНО                         | 241.919 | 74,8 |

| Становништво Канбере по верској опредељености‍ | Становништво Канбере по верској опредељености‍ | Становништво Канбере по верској опредељености‍ | Становништво Канбере по верској опредељености‍ | Становништво Канбере по верској опредељености‍ |
| --------------------------------------------- | --------------------------------------------- | --------------------------------------------- | --------------------------------------------- | --------------------------------------------- |
|                                               |                                               |                                               |                                               |                                               |
| католичка црква                               | католичка црква                               |                                               | 0                                             | 28,1%                                         |
| англиканска црква                             | англиканска црква                             |                                               | 0                                             | 16,7%                                         |
| уједињена аустралијска црква                  | уједињена аустралијска црква                  |                                               | 0                                             | 4,0%                                          |
| презвитеријанска и реформатска црква          | презвитеријанска и реформатска црква          |                                               | 0                                             | 2,7%                                          |
| неверници                                     | неверници                                     |                                               | 0                                             | 23,3%                                         |

## Образовање
У Канбери постоји два универзитета; Аустралијски национални универзитет (АНУ) у Актону и Универзитет у Канбери у Брусу. Аустралијски национални универзитет основан је 1946. Поред универзитета, град поседује две богословије; Аустралијски католички универзитет (ACU) и колеџ Светог Марка. Аустралијска војна академија и Краљевски војни колеџ у Дантрон налазе се у предграђима Канбере.
До фебруара 2004, у Канбери је постојало 96 државних и 44 приватне школе (укупно 140 школа). Влада АПТ је саопштила да ће током 2006, затворити 39 школе, како би се тиме побољшало само школство. То је један од првих корака у реформи школства која би се по плану завршио 2020. Званичници су саопштили да ће се до краја 2008. све планиране школе затворити. Тада би по влади, требало почети са отварањем супер-школа (великих јавних школа за децу до 12 година), које би биле у потпуности завршене до краја 2020. Многи су предложили да се основне школе и предшколске установе отварају близу отворених јавних, травнатих површина, како би се се тиме побољшала здравствена активност најмлађих. Предшколско образовање није још увек обавезно, али већина деце, похађа предшколско образовање 12 сати недељно (које је до 2006. било 10,5 сати).

## Култура

### Уметност и забава
Канбера је седиште многобројних националних институција као што су: Аустралијски ратни меморијални центар, Национална галерија Аустралије, Национална галерија портрета (сада смештена у здање Старог парламента), Национална библиотека Аустралије, Национална архива Аустралије и Национални музеј Аустралије. Многа здања владе су отворена за ширу јавност. Ту спадају зграда парламента, Врховни суд и Краљевска аустралијска ковница. На земљишту језера Барли Грифин налази се споменик капетану Куку и Национални кариљон. Такође, велики значај имају и торањ „Телстра“, Аустралијска национална ботаничка башта и Национални зоолошки врт и акваријум, Национални музеј диносауруса и „Квестакон“ – национални научно-технолошки центар.
Канберански музеј и галерија представља ризницу локалне историје и уметности. Неколико историјских здања доступна су јавности, као што су Мајур Лениона и Тагеранунга у Тагеранунг Велију, Муга-Муга, Бландерова колиба у Парксу, које представљају некадашњи живот раних Европљана. У Ред Хилу постоје куће које датирају из 1920-их.
Канбера поседује многобројне дворане за концерте и позоришта, као што су Театар Канбера и Левелин хол. Улични театар представља и место на коме студенти музичке школе са Аустралијског националног универзитета стичу своје знање. Улично позориште, такође је смештено на АНУ. Оно представља један од почетних корака у усавршавању аматерских уметника глуме и плеса. Музички фестивал универзитета Стонфест у Канбери ја највећи фестивал тог типа. У свету музике лидерски положај имају и Национални фолк фестивал и Краљевски Канбера шоу. Значајну пажњу добија и сајам аутомобила.

### Медији
Као главни град Аустралије, Канбера је важан информативни центар многих аустралијских партија, удружења и организација, телевизија и штампаних медија, укључујући и Аустралијску радиодифузну агенцију. Многе важне информације објављују се из Канберске прес галерије.
Канбера има многобројне новине од којих су међу најзначајнијим Канбера тајмс основане 1926. Такође, Канбера има и две државне телевизије и три комерцијалне. Од октобра 1995. у рад пуштен је и Фокстел (Foxtel) претплатнички тв пакет. Телевизијски програм може се пратити и путем сателита или уз подршку кабловског оператера. Од многобројних радио-станица издвајају се радио 2XXfm, 1RPH.

### Спорт
Поред локалне спортске лиге, Канбера поседује низ спортских тимова који се такмиче у националним и међународним лигама. Најпознатији тимови су „Канбера рејдерс“ (енгл. Canberra Raiders и „Брамбиз АЦТ“ (енгл. Brumbies ACT) који су уједно били и освајачи рагби лиге. Обе екипе играју на стадиону Канбера, највећем стадиону у Канбери коришћеном приликом одржавања Олимпијских игара 2000. и за Светски рагби куп 2003.
Аустралијски спортски институт (AIS) налази се у Брусу, предграђу Канбере. Основан је 1981. као специјална установа за подучавање и тренирање елитних спортиста. Од свог оснивања њени полазници остварили су значајне резултате на домаћим и међународним такмичењима. Већина аустралијских репрезентативаца са Олимпијских игара 2000. у Сиднеју били су полазници AIS. Ова елитна установа је постала популарно туристичко одредиште.

## Инфраструктура

### Болнице
Канбера поседује две велике јавне болнице. Већа болница Канбера са 500 лежајева налази се у Гарану, док је мања болница, Калвари, са 174 кревета смештена у Брусу. Обе болнице су опремљене најсавременијом опремом. Највећа приватна болница је „Јохан Џејмс меморијал“ смештена у Дикину. Хитна помоћ (АПТ) је једна од четири хитне службе која је на располагању грађанима Аустралијске престоничке територије.

### Саобраћај
На улицама Канбере доминантни су аутомобили, као најбројније транспортно средство. Квалитетна путна инфраструктура и просечна густина становника у Канбери омогућавају угодан саобраћај. Развијена је и такси служба коју у Канбери обављају неколико предузећа.
Јавни градски транспорт обавља ACTION (енгл. Australian Capital Territory Internal Omnibus Network). Такође, поред државног јавног градског предузећа постоје и две приватна предузећа која се баве градским превозом путника. Јавни превоз користе само 4,6% становника аустралијске престонице док 5,5% Канбераца на посао иду пешке или бициклом.
Ваздушни саобраћај обавља се путем аеродрома Канбера који Канберу повезује са свим аустралијским административним центрима.

### Комуналне услуге
Електричну енергију у Канбери дистрибуира национална електродистрибуција кроз разводна постројења у Холту и Фишвику. Прво домаћинство са електричном инсталацијом било је у предграђу Актона 1913. За разлику од осталих Аустралијских градова, бандере за струју у Канбериним старијим предграђима су лоциране дуж граница резиденцијалних кућа. У новоизграђеним деловима престолнице каблови за електрично напајање и комуникацију налазе се под земљом.
Као и у другим деловима Аустралије, земаљске и мобилне телекомуникационе услуге и у Канбери понуђене су од неколико провајдера. Већина инфраструктуре је у власништву Телстра, али неке је у власништву TransACT као и других провајдера. Аустралијска престоничка територија има највишу стопу кориштење рачунала и интернет прикључком у Аустралији.

## Партнерски градови
- Нара
- Пекинг
- Дили